# Renato Antonioli
Renato Antonioli (* 6. September 1953 in Valfurva) ist ein ehemaliger italienischer Skirennläufer. Er ging im Weltcup in der Abfahrt an den Start.

## Biografie
Antonioli war in der zweiten Hälfte der 1970er Jahre aktiv. Die ersten Punkte in einem Weltcuprennen holte er im Januar 1978 auf der Streif im österreichischen Kitzbühel, als er binnen zweier Tage zunächst überraschend auf Platz 3 und dann noch einmal auf Platz 10 fuhr. Mit dieser Leistung qualifizierte er sich für die kurz darauf stattfindende Skiweltmeisterschaften in Garmisch-Partenkirchen, wo er 20. in der Abfahrt wurde.   
Im darauf folgenden Winter machte er noch einmal mit einem sechsten Platz in Gröden und einem 5. Platz in Morzine auf sich aufmerksam.

## Erfolge
- 4 Platzierungen unter den besten Zehn im Weltcup, davon ein Podestplatz